# 雄勝城
雄勝城（おかちじょう/おかちのき）は、出羽国雄勝郡（現在の秋田県雄物川流域地方）にあった日本の古代城柵。『続日本紀』によれば藤原朝狩（公卿藤原仲麻呂の四男）によって天平宝字3年（759年）に築造された。

## 略歴
- 天平5年（733年）12月26日 － 出羽柵を秋田村高清水岡に移設し、雄勝に郡を置いて民衆を移住させた[1]。
- 天平9年（737年）正月、陸奥按察使兼鎮守将軍の任にあった大野東人は、多賀柵から出羽柵への直通連絡路を開通させるために、その経路にある男勝村の征討許可を朝廷に申請し、男勝村の蝦夷を帰順させて奥羽連絡通路を開通した[1][2]。
- 天平宝字3年（759年） － 雄勝城の造営が行われた。所轄郡司、軍毅、鎮所の兵士、馬子ら8,180人が春から秋にかけて作業にあたったので、これらの者は淳仁天皇より税の免除が認められた。また、雄勝に驛が置かれた（雄勝驛のほか、玉野、避翼、平矛、横河、助河、嶺基にも驛が新設された）[1]。
- 天平宝字3年（759年）9月27日 － 坂東八国（下野国、常陸国、上野国、武蔵国、相模国、下総国、上総国、安房国）と越前国、能登国、越中国、越後国の4国の浮浪人2,000人が雄勝柵戸とされた[2][3]。また、相模、上総、下総、常陸、上野、武蔵、下野の7国が送った軍士器を雄勝桃生の2城に貯蔵した[1]。
- 天平宝字4年（760年）1月4日 － 孝謙天皇により雄勝城造営を指揮した按察使鎮守将軍正五位下の藤原朝狩が従四位下に叙せられた[4]。このほか、陸奥介鎮守副将軍従五位上の百済足人、出羽守従五位下小野竹良、出羽介正六位上百済王三忠が1階級進級となった[注釈 2]。
- 天平宝字4年（760年）3月10日 － 没落した官人の奴233人と婢277人の計510人を雄勝城に配して解放し良民とした[2]。
- 天平神護元年（767年）11月8日 － 雄勝城下の俘囚400人余が、防衛にあたることを約束し内属を願ったためこれを許した。
- 宝亀7年（776年）2月6日 － 陸奥国から20,000の軍を発して山道・海道の賊を討伐するよう言上があったため、出羽国に4,000の軍を発して雄勝道から陸奥の西辺を討伐するよう命じた。
- 宝亀11年（780年） － 賊に襲われ、雄勝・平鹿の2郡の百姓は業を失った。散り散りになった民衆を集め、郡府を再建し口分田を支給する。
- 延暦21年（802年） － 雄勝城の鎮守府兵士の兵糧として、毎年越後国と佐渡国から大量の米と塩が輸送される。
- 元慶2年（878年） － 雄勝城は10道が交差する要衝の地であり、出羽国の要害となっている。
- 元慶5年（881年）2月26日 － 雄勝郡、平鹿郡、山本郡（後の仙北郡）の百姓の調庸が再開されることとなる。

## 研究史概要

### 所在地をめぐって
1910年（明治43年）、秋田県史編纂主任の長井金風が雄勝・平鹿に所在する小字を中心として地名から雄勝城の解明に乗り出し、雄勝郡新成村（現、羽後町）土館の城神巡り遺跡の発掘調査を行った。その結果、多くの墨書土器をふくむ遺物を発見している。1961年（昭和36年）から1976年にかけて、城神巡り遺跡を含む足田遺跡群の発掘調査がなされ、多くの遺構を検出し、遺物の出土も確認されたが、これらは古くとも9世紀中葉、多くは9世紀後半から10世紀前半にかけてのものであり、いずれも創建期の雄勝城よりは時代的に新しい、平安時代の遺構・遺物である。現在の雄勝郡域内に創建期である奈良時代の城柵は見つかっておらず、その造営地は現在も不明である。
記紀から推定されている雄勝城の造営地は、「雄物川流域沿岸地で、出羽柵と多賀城の経路上にあり、かつ出羽柵より2驛手前の距離の土地」ということができる。現時点で発見されている城柵遺跡でこの条件に一致するものは払田柵跡であるが、その創建年代は9世紀初頭と考えられる。
現在、横手市雄物川町地域で発掘調査が進められており、払田柵跡に先行する時代の検出遺構や出土遺物が確認されて、大きな成果をあげている。今後、当該地域の発掘調査が進むにつれ、古代雄勝城造営地が徐々に明らかにされていくものと期待される。

### 払田柵と雄勝城
記紀から推定される造営地は、半面では「無名不文の遺跡」と長く評価されてきた大仙市・美郷町の城柵遺跡である払田柵跡をあてる考えが柵跡発見当初からある有力説のうちの一つである。しかし、年輪年代法による分析結果により払田柵創建時期が801年頃であることが確実視されており、同柵を天平宝字年間に造営された雄勝城とする説には無理が生じている。
とはいえ、払田柵跡の遺構はその規模において陸奥国府が置かれたとされる多賀城を遥かにしのいでおり、払田柵が記紀にある出羽国に設置された1府2城のうちの1城である雄勝城であろうとの見方は動かしがたい。また、記紀にも時折郡里が賊に襲われて郡府の再建が行われたとする記録も確認されることから、現在では、雄勝城は当初の造営地から9世紀初頭の桓武天皇の頃に払田柵跡の地に移設されたのではないかという推定がなされている。